# Đồng hồ 1505
Đồng hồ 1505 (Watch 1505 - /ˌwɒtʃ fɪfˈtiː ˈəʊ ˈfɑːɪv/ (hay còn được gọi là PHN1505  hoặc Đồng hồ Táo Hổ Phách năm 1505) là chiếc đồng hồ đầu tiên trên thế giới. Chiếc đồng hồ này được nhà phát minh, thợ khóa và thợ sửa đồng hồ người Đức Peter Henlein đến từ Nuremberg chế tạo thủ công trong năm 1505, giai đoạn đầu Phục Hưng Đức, một phần của cuộc Phục Hưng Phương Bắc.. Đó là chiếc đồng hồ cổ nhất trên thế giới vẫn còn hoạt động. Chiếc đồng hồ có hình dạng một quả cầu nhỏ bằng đồng được mạ vàng, là một quả táo hổ phách phương Đông và là sự kết hợp giữa kỹ thuật của Đức và bản sắc phương Đông. Vào năm 1987, chiếc đồng hồ tái xuất hiện tại một khu chợ đồ cổ và chợ trời tại Luân Đôn. Giá trị ban đầu của nó được ước tính vào khoảng từ 50 tới 80 triệu đô la (05.2014).

## Lịch sử

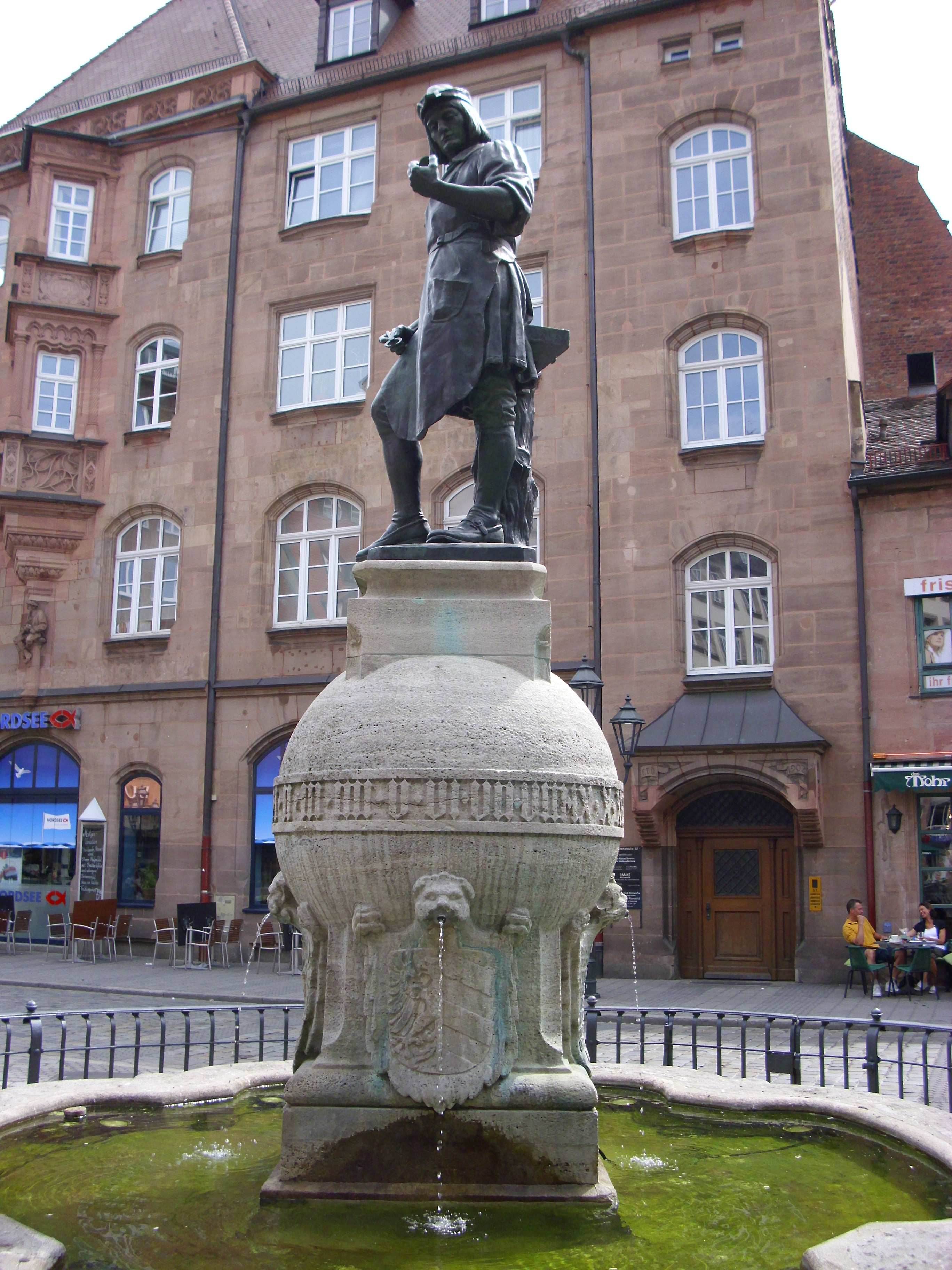
Peter-Henlein-Brunnen (Nuremberg)

### Nuremberg
Những năm từ 1470 đến 1530 nhìn chung được xem là thời kỳ hoàng kim (Blütezeit – hưng thịnh (Tiếng Đức)) của thành phố Nuremberg. Vào thời gian đó, thành phố trở thành trung tâm kỹ nghệ thủ công, khoa học and chủ nghĩa nhân văn. Một thế giới quan mới của thời Phục Hưng bén rễ tại thành phố Bavaria. Trong suốt thời Trung Cổ, Nuremberg đã phát triển dưới thời nhà Staufen và Luxembourgers, từ đó trở thành một trong những thành phố quan trọng nhất của Đế Chế La Mã Thần Thánh. Sở dĩ có được điều này là vì Nuremberg là một trong hai trung tâm giao dịch trên tuyến đường nối giữa Ý và Bắc Âu. Nhờ vào lợi thế đó cũng như sự phát triển của nghề thủ công và giao thương đường dài, thành phố trở nên phồn thịnh. Dựa vào sự giàu có, các phương diện về chính trị, tôn giáo, nghệ thuật, văn hóa và công nghệ cũng phát triển đến mức biến Nuremberg trở thành một trong những trung tâm văn hoá quan trọng nhất của thời Phục Hưng phía bắc dãy Alps và là trung tâm của chủ nghĩa nhân văn và Cải cách Kháng Nghị.
Có một câu trích dẫn nổi tiếng về "tinh thần chế tạo" (Esprite) của Nuremberg (tinh thần chế tạo = trò đùa của người Nuremberg (Nürnberger Witz – tiếng Đức)) từ thời kỳ này: Những trò đùa và sự phô trương của Nuremberg được cả thế giới biết đến. Một câu nói nổi tiếng khác vào thời kỳ Đế Chế La Mã Thần Thánh đã chỉ ra các trung tâm khác nhau của Châu Âu thời đó, bao gồm bầu không khí đặc biệt của Nuremberg: "Nếu có được sức mạnh của Venice, sự huy hoàng của Augsburg, tinh thần chế tạo của Nuremberg, vũ khí của Strasbourg và tiền của Ulm, tôi sẽ người giàu nhất thế giới." 

### Phát minh đồng hồ
Những dụng cụ xem giờ dùng để đeo đầu tiên được tạo ra vào đầu thế kỷ 16 tại hai thành phố Nuremberg và Augsburg của nước Đức là sự chuyển giao về kích thước giữa đồng hồ treo tường và đồng hồ đeo tay. Những dụng cụ xem giờ di động trở nên khả thi là nhờ vào phát minh dây cót đồng hồ. Peter Henlein là nhà chế tác thủ công người Đức đầu tiên làm ra những dụng cụ xem giờ trang trí có thể đeo như dây chuyền, cũng là những chiếc dụng cụ xem giờ đầu tiên được đeo trên người. Danh tiếng của ông (trong vai trò là nhà sáng chế đồng hồ) được dựa trên một đoạn văn của Johann Cochlaeus vào năm 1511. Từ đó, Henlein được biết đến rộng rãi là người sáng chế ra chiếc đồng hồ di động đầu tiên. Đầu thế kỷ thứ 16, ông trở thành người đầu tiên cài đặt những chuyển động nhỏ vào trong con nhộng của một quả táo hổ phách cùng với tinh chất khứu giác. Vào năm 1505, Peter Henlein ở Nuremberg là người đầu tiên tạo ra chiếc đồng hồ táo hổ phách di động, chiếc đồng hồ đầu tiên của thế giới.
Việc sản xuất chiếc đồng hồ này được thực hiện chủ yếu nhờ quy mô thu nhỏ chưa từng thấy của con lắc xoắn và cơ chế lò xo cuộn, được đặt trong cỗ máy của Peter Henlein, một cải tiến công nghệ mới lạ của thời gian, hoạt động ở tất cả các vị trí; Điều này khiến Đồng hồ 1505 trở thành phát minh thực sự của đồng hồ.
Henlein tạo ra chiếc đồng hồ táo hổ phách khi ông sống tại Tu viện Phanxicô, Nuremberg., nơi ông học hỏi kiến thức về thế giới Phương Đông đã được thu thập qua hàng thế kỷ, và có được các kỹ thuật và công cụ mới giúp ông tạo ra chiếc đồng hồ đầu tiên dưới dạng quả táo hổ phách mạ vàng.
Suốt cuộc đời mình, Henlein đã tạo ra những dạng đồng hồ tương tự (ví dụ: những chiếc đồng hồ trống – sau này được gọi là trứng Nuremberg) Ông cũng là người chế tác chiếc tháp đồng hồ cho lâu đài Lichtenau vào năm 1541, và được biết đến là một nhà chế tạo thiết bị khoa học tinh vi.

### Tái xuất hiện
Câu chuyện về sự tái xuất hiện của chiếc đồng hồ bắt đầu từ năm 1987 tại một chợ trời - đồ cổ ở Luân Đôn. Chiếc đồng hồ liên tục đổi chủ giữa các nhà sưu tầm mà không ai biết giá trị thực của nó cho đến khi được một nhà sưu tầm mua lại năm 2002. Một uỷ ban đã đánh giá chiếc đồng hồ vào năm 2014, đặc biệt có hai sự thật rằng quả táo hổ phách này có từ 1505 và được chính Henlein ký tên.

## Thẩm mỹ

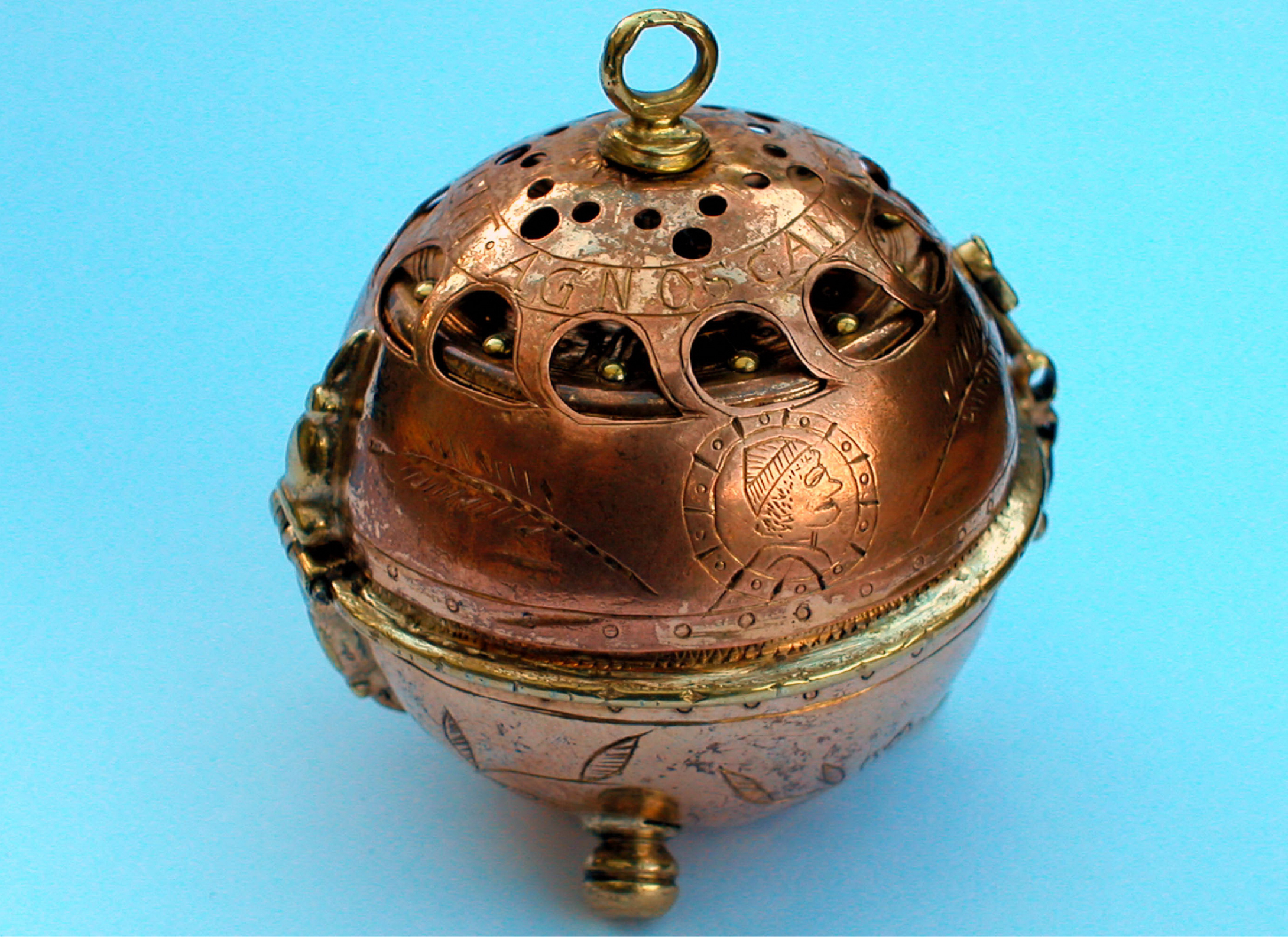
PHN - Đồng hồ 1505

Thiết kế gồm hai nửa quả cầu nhỏ, được nối với nhau bằng một bản lề ràng buộc. Nửa trên của quả táo có thể mở ra để thấy được nửa thứ hai có kích thước nhỏ hơn một chút. Phần đỉnh của bên trong quả cầu hiển thị mặt số. Phần bề mặt phía trên ghi số La Mã thể hiện nửa đầu ngày, số Ả Rập thể hiện nửa sau của ngày. Điều này cho thấy sự chuyển biến sang sử dụng loại số mới trong thời kỳ này của lịch sử.
Chiếc đồng hồ táo hổ phách có những hình chạm khắc về thành phố Nuremberg đầu thế kỷ 16, ví dụ như the Henkerturm được xây dựng năm 1320 mà ta vẫn có thể ghé tham quan ngày nay hoặc Weinstadel kiên cố vẫn vậy cho đến nay. Những biểu tượng khác cũng được khắc lên đồng hồ như mặt trời, đại xà hoặc vòng nguyệt quế.

### Mô tả kỹ thuật
Lớp vỏ được làm bằng đồng, mạ vàng bằng lửa bên ngoài và mạ bạc bên trong chiếc đồng hồ. Bên cạnh bộ răng bi nhông bằng đồng được thay mới, hệ thống vận động được làm hoàn toàn từ sắt. Kích thước chi tiết gồm.
- Đường kính vỏ: 4,15 cm x 4,25 cm (với vòng xích đạo 4,5 cm)
- Trọng lượng 38,5 g
- Đường kính hệ thống vận động: 3.60 cm x 3.55 cm
- Trọng lượng 54.1 g

Một chiếc chìa khoá được dung để lên dây cót cho bộ vận động của chiếc đồng hồ. Chiếc đồng hồ 1505 tạo ra vòng thời gian chạy được tính toán là 12 giờ.

### Chữ khắc
Trên vỏ của đồng hồ có khắc một biểu ngữ Latin. Chữ khắc đó là: DVT ME FUGIENT AGNOSCAM R. Có hai cách dịch khải thi như sau:
1505 – Thời gian sẽ trốn tránh ta (Henlein), nhưng ta (chiếc đồng hồ) sẽ nhận ra được thời gian chính xác.
Trong năm 1505 – Những chiếc đồng hồ của ta sẽ trốn (chạy) và nhận ra được thời gian chính xác.
Những chữ „MDV PHN" được khắc dưới được khắc dưới lớp mạ bạc được kiểm tra và được tìm thấy bên trong
phần vỏ phía dưới mặt ngoài của đồng hồ. Ý nghĩa của chữ khắc là: 1505 Peter Henlein Nuremberg. Những chữ cái PH, có khi nhỏ hơn nửa millimet, cũng được tìm thấy. Peter Henlein, người từng là thợ khoá và không có chứng chỉ thợ đồng hồ nào, không được phép ký tên chính thức lên những chiếc đồng hồ của ông.

### Biểu tượng của chiếc đồng hồ

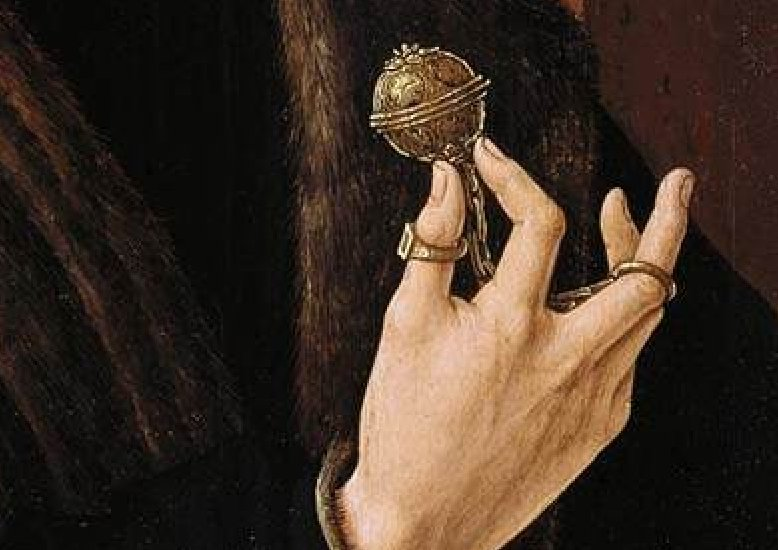
Jan Gerritz van Egmond van de Dijenborgh, 1518

Quả Táo hổ phách (có nguồn gốc từ tên tiếng Pháp pomme 'ambre trong tiếng Đức Bisamapfel) hay còn được gọi là Riechapfel, từng là một biểu tượng trạng thái của phương Đông, và thường đại diện cho lần gặp gỡ đầu tiên giữa người châu Âu và mùi hương của phương Đông. Nó trở thành một món quà mang tính biểu trưng có giá trị trong những trao đổi ngoại giao giữa những nhân cách lãnh đạo từ phương Đông đến phương Tây, và được tin rằng có hiệu quả chữa lành và bảo vệ. Ví dụ, Jacob Cornelisz van Oostsanen đã tạo ra 1518 một bức chân dung Jan Gerritz van Egmond van de Dijenborgh, vị thị trưởng được bầu của Alkmaar, vào năm 1518, cùng một quả táo hổ phách trong tay. Hình mẫu của quả táo hổ phách đã được phát tán trong thời Trung Cổ từ phương Đông sang đến châu Âu. Bản thân chiếc đồng hồ có thể xem là sự giao thoa văn hoá giữa kỹ thuật châu Âu và hình mẫu phương Đông.[5] Táo hổ phách đã bị bào mòn do điều kiện vệ sinh kém ở các thành phố. Mùi xạ hương trong táo có tác dụng khử trùng và chống mùi.
Đại xà là một trong những biểu tượng thần thoại lâu đời nhất trong nền văn minh, lâu đến cả thời Mùa hè ở Mesopotamia.
cho đến mùa hè ở Mesopotamia. Con rắn ăn đuôi chính nó (Ouroboros) là biểu tượng cho sự vô hạn của vũ trụ và sự sống vĩnh cửu. Nó cũng đại diện cho quỹ đạo của mặt trời, luật đối tính và biểu tượng nhà giả kim Ai Cập cổ đại (Tất cả là một).
Biểu tượng vòng nguyệt quế được truyền bá từ văn hoá Hi Lạp, nơi xem vòng nguyệt quế là biểu tượng của chiến thắng. Nó cũng có liên quan đến sự bất tử, với nghi lễ thanh tẩy, sự thịnh vượng và sức khoẻ.
Biểu tượng mặt trời trên quả táo cũng như là nguồn năng lượng và ánh sáng cho sự sống trên trái đất từng là vật thể trung tâm trong văn hoá và tôn giáo từ thời Tiền sử. Nghi lễ thờ mặt trời đã tạo ra thêm rất nhiều vị thần mặt trời trong các truyền thống thần học trên khắp thế giới, và biểu tượng mặt trời có mặt khắp nơi. Ngoài mối liên hệ trực tiếp với ánh sáng và sự ấm áp, mặt trời cũng rất quan trọng trong việc định thời gian dựa theo chỉ số chính là ngày và năm.

## Giá trị tài chính
Một tờ giấy từ năm 1525 đã ghi lại rằng Henlein được trả 15 florins (một florin có giá trị khoảng từ 140 đến 1000 đô la Mỹ hiện đại) cho một chiếc đồng hồ táo hổ phách mạ vàng. Giá trị ban đầu ước tính khoảng từ 50 – 80 triệu đô la Mỹ, theo Thời Báo Khảo Cổ (05.2014).

## Phân tích và Xác nhận

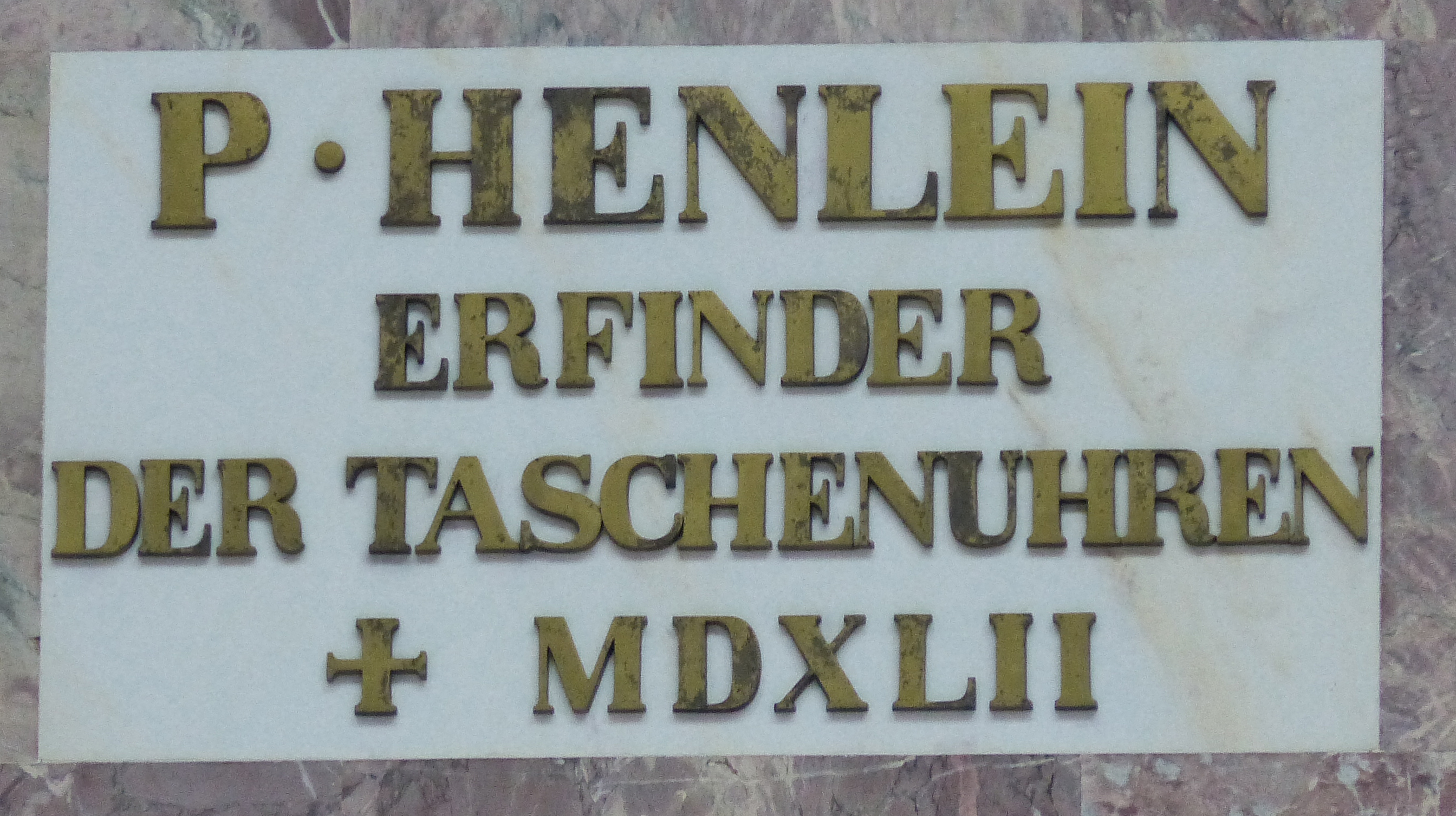
Peter Henlein Walhalla

Người ta đã thực hiện một số phân tích (chụp hình vi mô và vĩ mô, kiểm tra luyện kim cũng như chụp cắt lớp 3D) nhằm chứng minh tính xác thực của chiếc đồng hồ. Kết quả kiểm tra chung đã cho thấy chiếc đồng hồ được Henlein tạo ra vào năm 1505.
Ngoài ra, có một xác nhận về ngày sáng chế xác minh rằng các dòng chữ khắc nằm dưới lớp mạ vàng bằng phương pháp thời trung cổ. Phát minh này đã được nhân danh tại lễ kỷ niệm 400 năm của Hiệp hội thợ đồng hồ Đức vào năm 1905. Nhân dịp này, một tượng đài đài phun nước dành riêng cho Peter Henlein đã được xây dựng ở Nichberg.
Năm 1547, Johann Neudörfers cũng viết rằng Henlein đã sáng chế ra chiếc đồng hồ táo hổ phách (die bisam Köpf zu machen erfunden)
Walhalla ở Donaustauf là đài tưởng niệm "các chính trị gia, quân chủ, nhà khoa học và nghệ sĩ nói tiếng Đức", nó đã vinh danh Peter Henlein bằng cụm từ nhà sáng chế đồng hồ.

## Những chiếc đồng hồ táo hổ phách khác của Peter Henlein

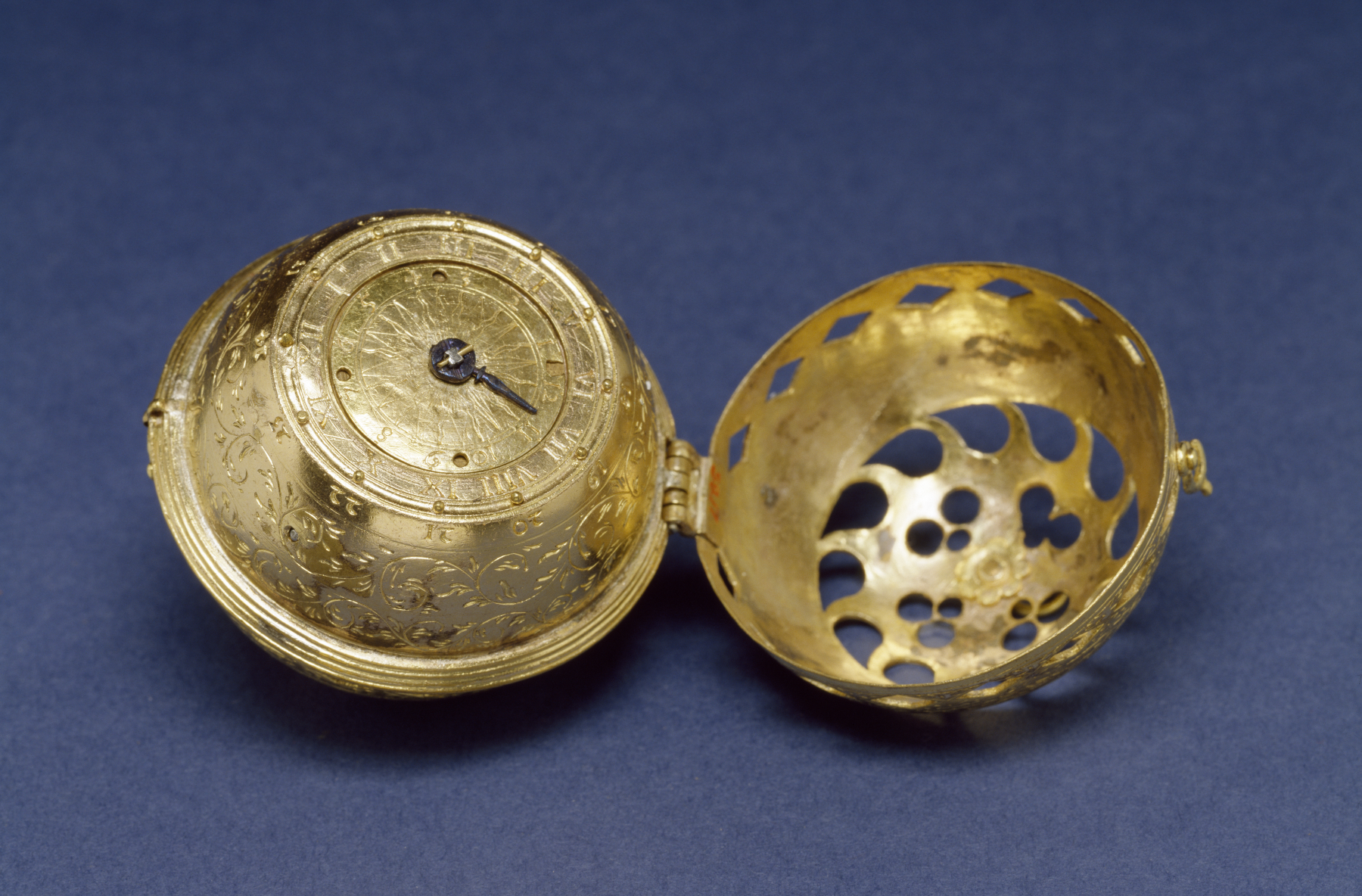
một chiếc đồng hồ khác được tạo ra bởi Peter Henlein (1530)

Ngày nay, chỉ còn hai chiếc đồng hồ táo hổ phách còn có thể thấy được trên thế giới. Chiếc 1505 hiện đang được sở hữu riêng, và chiếc Táo Hổ Phách của Melanchthon, năm 1530 đang được Bảo tàng Nghệ thuật Walters tại Baltimore sở hữu. Đây có lẽ là một món quà của Thành phố Nuremberg dành cho nhà Cải cách Nuremberg Philipp Melanchthon và Peter Henlein được giao nhiệm vụ tạo ra chiếc đồng hồ được thiết kế riêng này. Ngoài ra, ta có thể tìm thấy một chiếc vỏ đồng hồ táo hổ phách trống tại Bảo tàng Đồng hồ Wuppertal.
Cựu thợ đồng hồ và nhà sưu tầm nghệ thuật Jürgen Abeler từ Bảo tàng Đồng hồ Wuppertaler kết luận về đồng hồ táo hổ phách trong cuốn sách của mình như sau: „Vậy nên nếu có bất kỳ chiếc đồng hồ nào còn được bảo quản có thể liên kết với con người của Peter Henlein, đó chỉ có thể là chiếc đồng hồ táo hổ phách này"

## Ảnh hưởng lịch sử của chiếc đồng hồ
Kiến thức được hệ thống hóa về nền văn minh được biết đến sớm nhất Sumer, chẳng hạn như kiến thức được hệ thống hóa về tính toán thiên văn và toán học (hệ thống số hệ sáu mươi để đo thời gian, tọa độ địa lý và các góc, 60 giây/phút và 60 phút/giờ, 360 độ, v.v.) đã được bảo vệ và phát triển hơn nữa từ các kiến thức cổ xưa và quá trình khoa học trong Thời đại hoàng kim của đạo Hồi, mang lại sự hoàn hảo của đồng hồ cơ và phát minh đồng hồ đầu tiên ở Nuremberg, một quá trình bao phủ khoảng thời gian lịch sử rộng lớn.
Một trong những cuộc gặp gỡ lịch sử văn hóa đầu tiên của người châu Âu với công nghệ từ Phương Đông là chiếc đồng hồ cơ chạy bằng nước do nước Đại Thực của Vua Harun Al-Rashid (trị vì 786 - 809 CN) gửi làm một trong những món quà cho Hoàng đế Charlemagne của Hi Lạp Thần Thánh nhân dịp ông đăng quang vào năm 800 CN, tại Aachen Ngôi nhà Trí tuệ, một trung tâm học giả ở thủ đô Calhdates của Bagdad và Thời đại hoàng kim Hồi giáo bắt đầu ảnh hưởng đến nền văn minh thế giới và những khám phá của nó, bằng cách bắt đầu dịch (Phong trào Dịch tiếng Ả Rập) và phát triển kiến thức cổ xưa và những khám phá của nó từ một trong những văn bản có ảnh hưởng nhất mọi thời đại, Almagest của Ptolemy (CN 100-170), đến Cuốn sách Kiến thức về các Thiết bị Cơ khí Tinh xảo của một nhà Thông thái Hồi giáo- Ismail al-Jazari vào năm 1206, mô tả 100 thiết bị cơ khí.
Mạng lưới rộng khắp của chế độ Hồi giáo Khalifah liên kết với các tuyến đường giao thương khắp thế giới, chủ yếu là Con đường Tơ lụa từ Trung Quốc đến Khalifah của Cordoba và Al-Andalusian Tây Ban Nha, không chỉ là con đường giao thương quan trọng mà còn là mạng lưới chuyển giao tri thức. Mạng lưới rộng lớn khiến việc có một thiết bị định vị căn bản trở nên cần thiết, như thước trắc tinh được giới thiệu ở châu Âu từ Hồi Giáo Tây Ban Nha vào đầu thế kỷ 12. Nhà toán học và thiên văn học người Andalus Al-Muradi đã viết bản thảo công nghệ Kitāb al-asrār fī natā'ij al-afkār (Cuốn sách của những Bí mật trong Kết quả của Suy nghĩ). Bản thảo cung cấp thông tin về một "Chiếc Đồng Hồ Hình Lâu đài và Nai" và rất nhiều hình dạng đồng hồ phức tạp và các thiết bị tinh xảo khác.
Các nhà thiên văn học và toán học của Thời Phục hưng Đức, Regiomontanus người chịu ảnh hưởng từ những năm từ môi trường thời Phục hưng Ý đã đến Nuremberg và có những ảnh hưởng rõ rệt đến nhóm các nhà nhân văn học và học giả quanh Peter Henlein. Ông nổi tiếng với việc xây nên đài quan sát đầu tiên của nước Đức tại Nuremberg Thời gian Peter Henlein ở Tu viện Phan-xi-co của Nuremberg, nơi hỗ trợ rất nhiều học giả khác nhau và học hỏi được nhiều nhân cách. Ví dụ, thầy tu Friedrich Krafft đã xây nên một toà Tháp thiên văn phức tạp tại Tu viện này. Vì thế, Peter Henlein nhà sáng chế đồng hồ không chỉ đến đây để tiếp cận kỹ thuật và công cụ mới, mà còn đến với một môi trường chế tạo thủ công đầy thông tuệ và truyền cảm hứng. Những người thợ làm đồng hồ châu Âu thời trung cổ đầu tiên là các nhà sư Công giáo.
Nỗ lực thu nhỏ kích thước và khiến đồng hồ dễ mang đi luôn là một thử tháchvới thợ làm đồng hồ, Peter Henlein không chỉ là một nhà sáng chế đồng hồ di động, mà còn tạo một thiết bị đo thời gian đeo trên người; chiếc đồng hồ, một thiết bị định thời gian có tính cá nhân nhỏ nhất trong thời của ông. Bằng cách kết hợp một biểu tượng trạng thái phương Đông, táo hổ phách (hoặc nước hoa táo), với bộ vận động đồng hồ thu nhỏ, phát minh của ông đã thay đổi cách chúng ta đo lường và quản lý thời gian. Về mặt lịch sử, chiếc đồng hồ đã được tạo ra cùng thời gian Leonardo Da Vinci vẽ bức Mona Lisa.